# Arkitekturfotografi

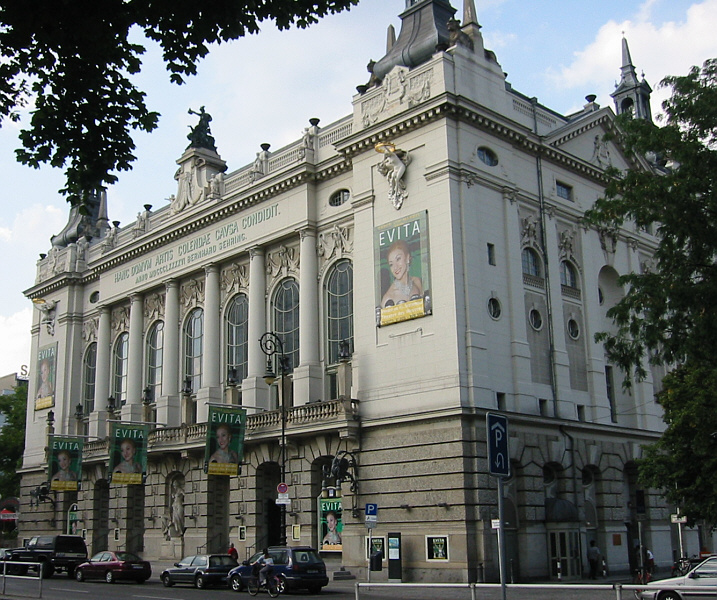
Vi ser här Berliner Theater med något störtande linjer, dessa kan rätas ut med ett tiltobjektiv.

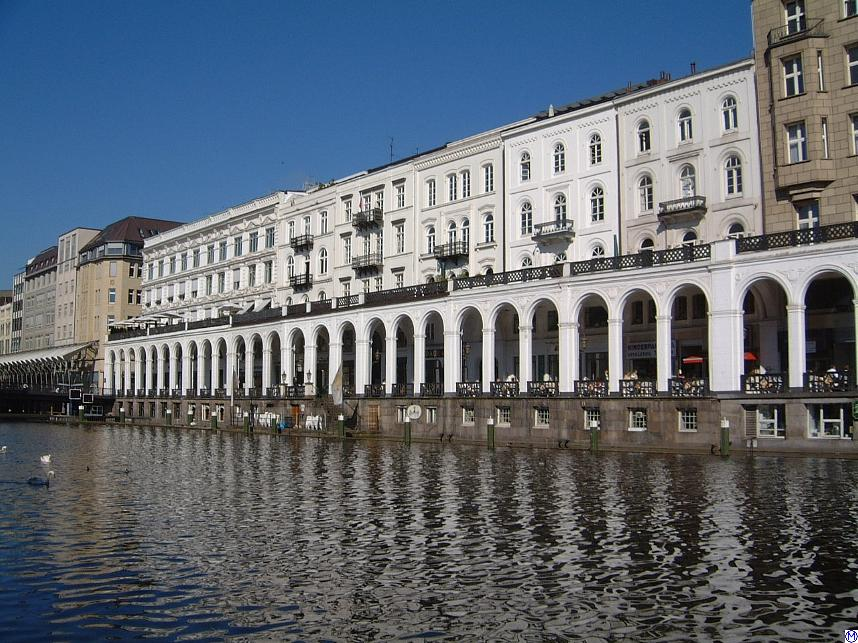
Arkad i snett perspektiv. Även i detta fall är restitution möjlig, men snedperspektiv uppfattas i allmänhet inte så störande.

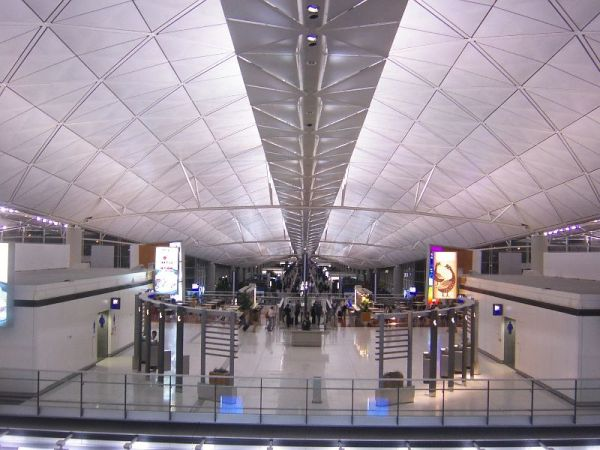
Till arkitekturfotografering hör också interiörer.

Arkitekturfotografi är en form av fotografi som dokumentererar byggnader och miljöer.

## Inriktningar
Det finns inom den klassiska arkitekturfotografin två olika skolor. Dels den amerikanska som arbetar mycket med vidvinkel, klar himmel och starka färger. Syftet är att få byggnaderna att se aptitligare ut eller att försöka överbrygga den fotografiska avbildningens tvådimensionalitet. Kritiker säger att avsikten är att göra att objekten ser större och dyrare/lyxigare ut. Sedan finns den europeiska skolan med bland andra Hans Christian Shink, som arbetar med mindre färg och mindre vidvinkel. Bilderna tas ofta när himlen är grå, med hjälp av molnens diffusionseffekt. Syftet är mer dokumentärt än i den amerikanska varianten.

## Teknik
Vanligen sker fotograferingen med vidvinkelobjektiv med shift- eller tilt-möjlighet eller med storformatskameror. Det är vanligt att fotografen använder sig storformatskamera, då denna kameratyp har restitutionsmöjlighet som är större än med ett vanligt tilt/shift-objektiv. Dvs störtande linjer kan rätas ut samt skärpeplanet kan vinklas så att det följer motivet. Att restituera ett motiv kan också delvis göras med en förstoringsapparat i mörkrummet men det innebär ofta problem med skärpan. En del kraftfulla bildbehandlingprogram har denna möjlighet. Ett annat sätt att lösa detta är att backa och använda teleobjektiv från längre håll, eller fotografera från ett annat perspektiv. Det tråkiga med detta är att det ofta dyker upp störande detaljer, eller att placering av kameran längre bort i princip är omöjligt. Då brukar ett extremt vidvinkelobjektiv vara den bäst fungerande lösningen. 
Till arkitekturfotografering hör också fotografering av interiörer. 